# (69469) Krumbenowe
(69469) Krumbenowe est un astéroïde de la ceinture principale.

## Description
(69469) Krumbenowe est un astéroïde de la ceinture principale. Il fut découvert le 16 novembre 1996 à l'observatoire Kleť par Jana Tichá et Miloš Tichý. Il présente une orbite caractérisée par un demi-grand axe de 2,31 UA, une excentricité de 0,17 et une inclinaison de 4,2° par rapport à l'écliptique.